# Джиневра де Медичи
Вижте пояснителната страница за други личности с името Джиневра.
Джинèвра де Мèдичи (на италиански: Ginevra de' Medici; * IV век, † ?) е флорентинска аристократка. Информацията за нея е много оскъдна, вероятно защото нейният клон на фамилията (Пополано) се е дистанцирал от управляващия клон на Лоренцо Великолепни.

## Произход
Тя е дъщеря на Лоренцо де Медичи „Пополано“ (* 1463, † 1503), банкер, дипломат, политически деятел на Флорентинската република, и на Семирамида д'Апиано д'Арагона (* 1464, † 1523). Нейни дядо и баба по бащина линия са Пиерфранческо I де Медичи Стари, банкер и политик, и Лаудомия ди Ачайоли, а по майчина – Якопо III Д'Апиано, пфалцграф, господар на Пьомбино, Скарлино, Популония, Суверето, Бадия ал Фанго и островите Елба, Монтекристо и Пианоза, и Батистина Кампофрегозо, дъщеря на дожа на Генуа Джано I Кампофрегозо. Има трима братя и една сестра:
- Пиерфранческо Млади (*1487; † 1525), банкер, съпруг на Мария Солдерини
- Аверардо (* 1488, † 1495)
- Лаудомия, съпруга на Франческо Салвиати
- Винченцо

## Брак и потомство
∞ 1508 за Джовани дели Албици (* 20 декември 1479, † 1 януари 1527 от чума), член на семейство Албици, исторически враждебно настроено към Медичите, от когото има четирима сина:
- Лука дели Албици (* 11 октомври 1511, † 1 април 1555), патриций на Флоренция, член на Съвета на 200-те (1550), комисар на Кортона (1555), ∞ 1544 за Лаудомия Пити, дъщеря на Франческо Пити, от която има един син;
- Лоренцо дели Албици (* 3 ноември 1512, † 1560)
- Бенедето дели Албици (* ок. 1514, † 6 май 1546), поет
- Франческо дели Албици (* 1516, † 5 ноември 1588), каноник на катедралата във Флоренция от 1541 г. (декан от 1576 г.), камерхер на папа Павел III.